# Eva Hauserová
Eva Hauserová, rozená Černá (25. listopadu 1954, Praha – 22. prosince 2023), byla česká publicistka zaměřená na přírodní zahradničení, permakulturistka, spisovatelka, překladatelka, feministka.

## Životopis
Po základní a střední škole vystudovala biologii na Přírodovědecké fakultě Univerzity Karlovy. Pak krátce nastoupila do Ústavu molekulární genetiky ČSAV; zde se zabývala genovým inženýrstvím. Po mateřské dovolené pracovala jako skladnice, knihovnice a jako redaktorka časopisů ABC (1989 až 1990), STORY (1990 až 1992) a sci-fi časopisu Ikarie; odtud odešla do knižního nakladatelství Harlequin Publishers (1992 až 1994) a pracovala jako reklamní copywriterka.
V letech 1995 až 1997 se živila překlady z angličtiny a zároveň byla ekologickou aktivistkou v Klubu žen Zeleného kruhu. Poté byla redaktorkou v časopisech Jackie a Marianne a následně na volné noze.
Byla členkou STUŽ, českého PEN klubu a sdružení Přírodní zahrada, a také čestnou členkou spolku Permakultura CS. V 90. letech byla činná ve sci-fi hnutí, často se účastnila Parconů a s organizací Československý fandom úzce spolupracovala.
Mimo psaní povídek a románů se zabývala tvorbou televizních scénářů zaměřených na ekologii a ženy, např. televizní pořady Nedej se, Ženský hlas, ABCDEkologie, Zpátky pod došky, Vybydlená planeta.
V roce 1979 se vdala za Františka Hausera, se kterým se v roce 1993 se rozvedla. Měla dva syny Jana a Jakuba.

## Literární práce

### Romány
- Hostina mutagenů (sci-fi, resp. biopunkové povídky), Svoboda 1992 – dle recenzenta Pavla Kosatíka (Ikarie) „možná nejdůležitější SF knížka těchhle let“.[3]
- Cvokyně (feministická sci-fi novela), Ivo Železný 1992
- Zrání Madly v sedmi krocích aneb Přitažlivost západních mužů (dívčí románek), ROD Brno 2000
- Blues zmražené kočky, krvavý zelený román, Šťastný 2005
- Noc v Mejdlovarně, Argo 2014

### Populárně feministické knížky
- Na koštěti se dá i lítat, LN, Praha 1995
- Jsi přece ženská – malý, lehce feministický rádce, Grada, Praha 1998
- Příručka militantního feminismu, pod pseudonymem Johana Suková, Reneco, Ústí nad Labem 1999

### Povídkové knihy
- Když se sudičky spletou (povídky s fantastickými motivy), Maťa 2000
- Lapače času, fejetony a jiné obrázky doby, Votobia 2000
- U nás v Agonii, sci-fi povídky, Triton 2006
- Nech mě žít
- Šťastné a veselé
- Povídky o ženách
- Divoká jízda, antologie erotických povídek, Knižní klub 2006

### Překlady
- Přeložila do češtiny desítky románků pro ženy (vydala nakladatelství Motto, Ikar, Harlequin)
- Populárně vědeckou knihu Vagina od Catherine Blackledge (vydal Triton 2005)
- Monology vagíny od Eve Enslerové (vydal XYZ 2008)

### Editorka
- Encyklopedie soběstačnosti 1–2, Triton 2016 a 2018
- Edice brožurek Klíč k soběstačnosti, vydává od roku 2014 dvakrát ročně permakultura (CS)